# Semiothisa multistriata
Semiothisa multistriata là một loài bướm đêm trong họ Geometridae.